# Mooste
Mooste (em estoniano:  Mooste vald) é um município rural estoniano localizado na região de Põlvamaa.